# Jean-François Caron (dramaturge)
Pour les articles homonymes, voir Caron et Jean-François Caron.
Jean-François Caron est un dramaturge et scénariste québécois, né en 1961, qui a étudié à l'École nationale de théâtre du Canada.

## Biographie
Si plusieurs des pièces de théâtre de Jean-François Caron ont été créées au Québec, c'est surtout en France qu'il a été reconnu,, où il a vu produites entre autres ses œuvres Donut (1986), J'écrirai bientôt une pièce sur les nègres... (1989), Le Scalpel du diable (1991), Aux hommes de bonne volonté (1993) et Saganash (1995).
Il enseigne l'écriture dramatique et la scénarisation à l'École nationale de théâtre du Canada et à l'Université du Québec à Chicoutimi.

## Œuvre

### Théâtre
- Donut, 1986 ; création : Montréal, Théâtre Il Va Sans Dire, mise en scène de René Richard Cyr, avec Sylvie Drapeau[5],[6].
- J'écrirai bientôt une pièce sur les nègres..., 1989 ; création, septembre 1989, Montréal, Théâtre de Quat'Sous, mise en scène de Claude Poissant[7] ;
- Le Scalpel du diable, 1991[8].
- Cabaret Neiges noires (collectif), 1992.
- Aux hommes de bonne volonté, 1993 ; création : Montréal, Théâtre de Quat'Sous, mise en scène d'André Montmorency, avec France Castel, Benoît Brière et Patrice Coquereau ; reprises : 1995-1997, mise en scène d'Anita Picchiarini[9] ; 2000 : Paris, Aktéon Théâtre, mise en scène Jean-Pierre Gryson[10] ; 2006 : Québec, Théâtre du Trident, mise en scène de Gill Champagne, avec Nicola-Frank Vachon.
- Le temps d'une parade (jeunesse), 1994
- Saganash ; création : Montréal, Théâtre d'aujourd'hui, 20 janvier 1995, mise en scène de François Rancillac, avec une distribution franco-québécoise, puis au théâtre de Châtillon en France[11],[12].
- Why not? (collectif, Contes urbains 1996), 1996
- Anaïs -- éloge de l'avarice (collectif, Les huit péchés capitaux), 1997 ; création : Montréal, Théâtre Petit à petit à l'Espace Go, mise en scène de René Richard Cyr et Claude Poissant[13]
- La nature même du continent, 2003 ; création : Montréal, Centre du Théâtre d'Aujourd'hui, mise en scène d'Antoine Laprise.
- Bouclier, 2003
- Manic l'œil du Québec, coécrite avec Martin Desgagné, 2004
- Laine sans mouton, 2007
- J'écrirai bientôt, 2008
- Point de rupture, 2010

### Œuvres traduites
- Saganash (Fronteras), en espagnol, Compania Teatrosinparedes, Mexique, 2008.

### Scénarisation
- Dans le ciel du Chemin du Roy, 1991
- Graffiti III (jeunesse), 1994 à 1996
- Watatatow (jeunesse), 1995 à 1999
- Tohu-bohu II (jeunesse), 2000
- Bonjour Madame Croque Cerise (jeunesse), 2000, 2001
- Allo Pierre l'eau (jeunesse), 2006
- Ram Dam (jeunesse), 2007.

### Publications
- J'écrirai bientôt une pièce sur les nègres..., Montréal, Les Herbes Rouges, coll. « Théâtre », 1990, 138 p.[14],[15].
- Aux hommes de bonne volonté, Montréal, Leméac, 1994.
- Cabaret Neiges noires (collectif), VLB, 1994[16].
- Saganash  (préf. François Rancillac), Arles, Actes Sud, coll. « Actes Sud-Papiers », 1995, 118 p. (ISBN 2-86943-418-9)[17].
- Les huit péchés capitaux (éloges) (collectif), Dramaturges éditeurs, 1997.
- La nature même du continent, Leméac/Actes Sud, 2003.
- 5 petites comédies pour une Comédie, Lansman Éditeur, 2003.